# Kady Traoré
 (août 2022).
La mise en forme du texte ne suit pas les recommandations de Wikipédia : il faut le « wikifier ».
Les points d'amélioration suivants sont les cas les plus fréquents. Le détail des points à revoir est peut-être précisé sur la page de discussion.
- Les titres sont pré-formatés par le logiciel. Ils ne sont ni en capitales, ni en gras.
- Le texte ne doit pas être écrit en capitales (les noms de famille non plus), ni en gras, ni en italique, ni en « petit »…
- Le gras n'est utilisé que pour surligner le titre de l'article dans l'introduction, une seule fois.
- L'italique est rarement utilisé : mots en langue étrangère, titres d'œuvres, noms de bateaux, etc.
- Les citations ne sont pas en italique mais en corps de texte normal. Elles sont entourées par des guillemets français : « et ».
- Les listes à puces sont à éviter, des paragraphes rédigés étant largement préférés. Les tableaux sont à réserver à la présentation de données structurées (résultats, etc.).
- Les appels de note de bas de page (petits chiffres en exposant, introduits par l'outil «  Source ») sont à placer entre la fin de phrase et le point final[comme ça].
- Les liens internes (vers d'autres articles de Wikipédia) sont à choisir avec parcimonie. Créez des liens vers des articles approfondissant le sujet. Les termes génériques sans rapport avec le sujet sont à éviter, ainsi que les répétitions de liens vers un même terme.
- Les liens externes sont à placer uniquement dans une section « Liens externes », à la fin de l'article. Ces liens sont à choisir avec parcimonie suivant les règles définies. Si un lien sert de source à l'article, son insertion dans le texte est à faire par les notes de bas de page.
- La présentation des références doit suivre les conventions bibliographiques. Il est recommandé d'utiliser les modèles {{Ouvrage}}, {{Chapitre}}, {{Article}}, {{Lien web}} et/ou {{Bibliographie}}. Le mode d'édition visuel peut mettre en forme automatiquement les références.
- Insérer une infobox (cadre d'informations à droite) n'est pas obligatoire pour parachever la mise en page.

Pour une aide détaillée, merci de consulter Aide:Wikification.
Si vous pensez que ces points ont été résolus, vous pouvez retirer ce bandeau et améliorer la mise en forme d'un autre article.
Kady Traoré, née le 18 mars 1979 à Bobo Dioulasso est une actrice, réalisatrice et productrice burkinabè. Son premier grand succès à l'écran est son apparition dans le clip "sirène de Dapoya" le clip de Zedess, actuellement directeur du Centre National des Arts du Spectacle et de l'Audiovisuel (Cenasa).

## Carrière

### Début dans le cinéma et la télé
Ses débuts dans le cinéma remontent à la fin des années 90. Avec des amis passionnés qui écrivent leurs scenarios et tournent leurs séries avec des moyens modestes, elle joue dans "A nous la vie"  de Antoine Yougaré qui sort en 1998 et  "Les jeunes branchés"  de Issouf Tapsoba en 2001. L'artiste Zêdess l'a met à l'écran dans le clip de sa chanson "sirène de Dapoya", qui devient son surnom. Kady se plait à l'écran et tourne dans plusieurs séries et courts métrages de sensibilisation pour les jeunes.  Bien que diplômée en communication des entreprises, Elle s'inscrit à l'Institut Supérieur de l'Image et du Son pour une formation en Cinéma .

### Projets d'envergure
En 2004, le réalisateur Boubacar Diallo fait appel à Kady Traoré pour jouer dans son long métrage "traque à Ouaga" de Boubakar Diallo. Trois autres longs métrages suivront : "Dossier brulent", " Code phénix" et "L'or des Younga". Elle interprète dès 2008, le rôle de Timy dans la série africaine "Super flics" de la réalisatrice et productrice Aminata Diallo Glez. Tournée au Burkina Faso et en Côte d'Ivoire, la série met à l'écran des artistes africains de renom comme Mouna N'Diaye et Alain Hema, acteurs principaux, mais également Adama Dahico, Rasmané Ouedraogo.
En 2012, Kady Traoré réalise un documentaire de 26 minutes sur l'artiste Smockey intitulé  « Smockey : ni révolutionnaire, ni rebelle mais libre ». 
En 2014, elle réalise son premier long métrage intitulé " A vendre" et intègre comme actrice principale, le casting de la série "Waga love" de Guy Désiré Yameogo. 
Son second long métrage, en 2017 "conflit conjugal", comme le premier, traite de la vie de couple, avec les artistes musiciens Shany Bess et Smarty comme acteurs principaux. Le film est classé deuxième au palmarès du fonds d'aide "Succès Cinéma Burkina Faso" qui récompense les films qui franchissent le seuil de 10 000 entrées .
Le troisième long métrage de Kady Traoré est en production, il a reçu plusieurs récompenses et financement dont la bourse de la plateforme « Carthage pro », un mécanisme de soutien pour les jeunes réalisateurs et producteur africains. Le film porté par Kady Traoré et Esther Traoré productrice délégué, remporte aussi le Prix ALCA (Agence livre, cinéma et audiovisuel de Nouvelle-Aquitaine). Le prix stipule que la réalisatrice sera accueilli à Poitiers Film Festival.

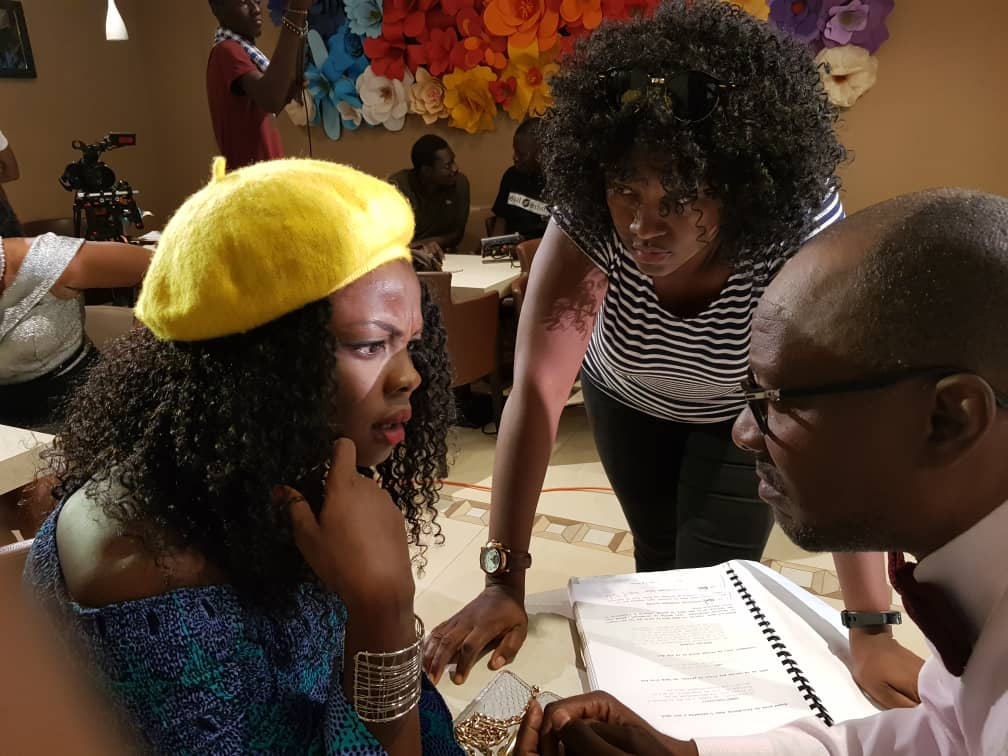
Kady Traoré sur le tournage la série Femme au foyer avec Rihanna Zongo du Burkina et Serge Abessolo du Gabon, 2019

En 2019, Kady Traoré réalise la série "Femme au Foyer" qui lui vaut le prix de la meilleure réalisatrice séries francophones au Zafaa festival qui se tient au Nigéria en fin novembre 2019 . L'actrice Ryhanna Zongo y est désignée aussi meilleure actrice séries francophones. 

## Filmographie

### Actrice

#### Séries télévisées
- 1998 : A nous la vie de Antoine Yougaré et Toussaint Tiendrébéogo
- 2001 : Les jeunes branchés de Issouf Tapsoba
- 2008 : Super Flics de Aminata Diallo Glez : Timy
- 2014 : Waga love de Guy Désiré Yaméogo : Sandra

#### Films
- 2001 : "Gomtiogo" de Antoine Yougbaré[11]
- 2004 : "Traque à Ouaga" de Boubakar Diallo[12]
- 2005 : "Dossier brûlant" de Boubakar Diallo[13]
- 2005 : "Code phénix" de Boubakar Diallo
- 2006 : "L’or des Younga" de Boubakar Diallo

### Réalisatrice

#### Séries télévisées
- 2019 : Femme au Foyer

#### Films
- 2014 : "A vendre"
- 2017 : "Conflit conjugal"

## Prix et récompenses
- 2016 : Prix Succès Cinéma Burkina Faso pour  "Préjugé" (aide à l’écriture)
- 2018 : Prix Succès Cinéma Burkina Faso pour "Conflit conjugal"
- 2018 : Prix Journées Cinématographiques de Carthage (JCC), pour Préjugé
- 2018 : Prix ALCA (Agence livre, cinéma et audiovisuel de Nouvelle-Aquitaine) pour Préjugé
- 2019 : Meilleure réalisatrice séries francophones au Zafaa festival ( Nigéria)

## Vie privée
Le 31 janvier 2008 , elle épouse l'artiste rappeur franco-burkinabè Serge Bambara alias Smockey. 